# 長浜信用金庫
長浜信用金庫（ながはましんようきんこ）は、滋賀県長浜市に本店を置く信用金庫。

## 沿革
- 1923年（大正12年）10月11日 有限責任長浜信用組合を創業（創立：1923年9月）
- 1925年（大正14年）9月 産業組合法に基づいて改組
- 1943年（昭和18年）8月 市街地信用組合法に基づいて改組
- 1950年（昭和25年）4月 中小企業等協同組合法に基づいて改組
- 1951年（昭和26年）10月 信用金庫法に基づき、長浜信用金庫となる